# OLAT
OLAT ist eine Lernplattform (LMS), welche als Web-Applikation verschiedene Formen von webbasiertem Lernen, Lehren und Moderieren ohne große didaktische Einschränkungen unterstützt. Der Produktname OLAT ist das Akronym (genau genommen ein Initialwort) für Online Learning And Training. OLAT wird seit 1999 an der Universität Zürich entwickelt und ist als kostenfreie Open Source erhältlich.

## Entstehung
OLAT nahm seinen Anfang 1999 als studentisches Projekt an der Universität Zürich. Im Jahr 2000 gewann OLAT den Medida-Prix. Mit der Version 3.0 wurde das System im Jahr 2004 komplett neu entwickelt und ist seither als komponentenbasierte Java-Applikation Open Source erhältlich. OLAT unterstützt verschiedene E-Learning-Standards wie etwa IMS Content Packaging, IMS QTI und SCORM 1.2. Mit der Version 4.0 wurde OLAT um verschiedene Elemente erweitert, die die Erweiterung der LMS-Funktionalitäten erleichtern. Version 5.0 führte die Funktionen Wiki, Kalender, AJAX Beta Modus und Volltext-Suche ein. Die Version 6.0 beinhaltete in erster Linie ein neues Layout, das auf einer Usability-Studie basiert. Die Version 6.1 bietet volle Skalierbarkeit, kann also mit einem Cluster aus mehreren Servern betrieben werden. Dies ist entscheidend, um eine gute Betriebsgeschwindigkeit auch bei sehr hohen gleichzeitigen Nutzerzahlen zu gewährleisten. OLAT 7 bietet neu die Unterstützung der Standards REST API (für die Anbindung von Plugins), IMS Basic LTI (für die Anbindung von anderen Tools) sowie Unterstützung von IMS QTI 2.1 (für Tests und Quiz). Für Autoren gibt es neu einen Course Wizard, der einen durch die Erstellung von OLAT-Kursen begleitet. Und ebenfalls ab OLAT 7 wird die gesamte Applikation als WAR-file deployed und kann so einfach auf jeder Java Servlet Engine installiert werden.

## OLAT-Bausteine
OLAT umfasst viele für E-Learning-Plattformen typische Elemente:
- Content-Management
- Diskussionsforen
- Dateidiskussionen
- Wikis
- Chat
- Blog
- Podcast
- E-Portfolio
- Dateiordner mit Versionierungsfunktionen
- Projektbörse
- IMS Basic LTI
- IMS QTI 2.1
- Kalender
- Linkliste
- Fragebogen
- Tests und Selbsttests mit verschiedenen Fragetypen
- Aufgabenbaustein (zum Einreichen und Korrigieren von Übungen)
- Bewertungsbaustein (zur Bekanntgabe von Bewertungen)
- HTML-Editor mit Videoplayer
- Skalierbarkeit: OLAT kann mit einem Cluster betrieben werden
- Mehrsprachigkeit (OLAT ist in vielen Sprachen erhältlich und unterstützt UTF-8)
- OLAT integriert das Instant-Messaging-System XMPP, um synchrone Kommunikation zu ermöglichen und die Awareness der Benutzer zu erhöhen.

## Andere Komponenten
Neben den typischen LMS-Funktionen bietet OLAT eine Gesamtlösung für E-Learning-Projekte. Die folgenden Aspekte werden durch OLAT abgedeckt:
- LMS: Lernende und deren Punkte und Fortschritte verwalten, Coachingfunktionen, Loggingdatenbank
- LCMS: Lerninhalt erstellen mit integriertem HTML-Editor, IMS-CP-Editor und IMS-QTI-Editor
- Courseware: Kurse erstellen mit verschiedenen Kursbausteinen, Kursablauf steuern mit Zugangsregeln
- VLE: Lerninhalte konsumieren, Lernkontrolle, Notizen erstellen, Punktestand einsehen
- Groupware: In Lern- oder Projektgruppen arbeiten, kollaborative Elemente wie Wiki, Filesharing, Forum, Chat und IM etc.
- Campus Management: Kurskatalog zum Aufbau eines Curriculums oder Kursangebots, Rechtemanagement
- Integration: REST, LDAP, Shibboleth

## Geschichte
Als strategisches LMS der Universität Zürich wird OLAT fortlaufend weiter entwickelt und wurde in den letzten Jahren verbreitet angewendet, besonders in europäischen Hochschulen. OLAT hat ähnliche Ziele wie das Sakai-Projekt, aber im Vergleich zu dieser amerikanischen Initiative eine längere Entwicklungsphase. OLAT wurde von Anfang an entwickelt, um campusweites E-Learning zu unterstützen, und kann prinzipiell verglichen werden mit kommerziellen Plattformen wie Blackboard oder Open-Source-Plattformen wie Moodle, reicht an diese aber aufgrund der in den letzten Jahren schleppenden Weiterentwicklung nicht heran.
OLAT ist ein voll ausgebautes LMS, das an Universitäten mit tausenden von Benutzern eingesetzt wird, z. B. Universität Zürich: ca. 50.000 (inkl. ca. 30.000 Benutzer aus anderen Schweizer Universitäten), die Universität Hamburg: ca. 30.000 und seit Sommersemester 2011 auch die Johann Wolfgang Goethe-Universität Frankfurt am Main: ca. 50.000 Benutzer.
Im Jahr 2006 ist aus dem Projekt das Spin-Off-Unternehmen frentix GmbH entstanden mit dem Ziel, OLAT auch außerhalb der Universität Zürich zu positionieren und auf kommerzieller Basis Dienstleistungen rund um das Open-Source-System für Unternehmen wie auch für Ausbildungsinstitutionen anzubieten. Seit März 2006 wird die aus OLAT entwickelte Online-Plattform OPAL von sächsischen Hochschulen angeboten und genutzt. OPAL wird zentral durch die „Bildungsportal Sachsen GmbH“ verwaltet. „frentix“ ist seit der Firmengründung dem Open-Source-Gedanken treu geblieben und beteiligt sich maßgeblich an der Weiterentwicklung des Systems. Durch die kommerziellen Dienstleistungen hat sich die Verbreitung in Unternehmen, Fachhochschulen, Schulen und anderen Ausbildungsinstitutionen weiter gefestigt.
Andere Dienstleister sind aus der Open-Source-Community entstanden. Meist bieten diese regional spezialisierte OLAT-Dienstleistungen an (z. B. in Griechenland, Polen oder China). Oft wird OLAT auch unter einem anderen Brand vermarktet, ein genauer Nachweis der vorhandenen Installationen ist daher äußerst schwierig zu erbringen.
Seit Ende 2009 wird von der chemmedia AG eine speziell für Unternehmen angepasste Version von OLAT unter dem Namen OLAT Enterprise Edition angeboten. In Zürich bietet die frentix GmbH ebenfalls OLAT-Lösungen für Firmen an.
Im Jahr 2011 wurde von der Universität Zürich ein tiefgreifendes Refactoringprojekt gestartet und auf Mercurial als Codeverwaltungssystem gewechselt. Im Zuge dieser Restrukturierungen wurde der Zugang zum Repository der Entwickler für die Open-Source-Community gesperrt und jeglicher Einfluss aus der Community abgeblockt. Das Verständnis des OLAT-Teams bezüglich Open Source beschränkt sich seit dem Zeitpunkt auf das Veröffentlichen von fertiggestelltem Code unter der Apache-Lizenz ohne einen Community-Prozess.
In der Folge wurde Ende 2011 basierend auf OLAT 7.1 ein Fork unter dem Namen OpenOLAT ins Leben gerufen, welcher im Februar als erste Version OpenOLAT 8.0 veröffentlichte. OpenOLAT ist eine alternative Entwicklung zu OLAT, welche einen transparenten Entwicklungsprozess und den Einbezug der Community fördert. Initiator dieses neuen Projektes ist frentix GmbH, ein Unternehmen das von einem der ursprünglichen OLAT-Erfinder gegründet wurde und kommerzielle Dienstleistungen für OLAT anbietet und in der Vergangenheit wesentliche Funktionen für OLAT beigetragen hatte.

## Auszeichnungen
- OLAT hatte 2006–2007 die höchste Bewertung in der Courseware-Sektion des Open-Source-Portals der UNESCO.[6]
- OLAT gewann den Medida-Prix 2000.[7][8]
- OLAT gewann den Swiss Open Source Award 2008.[9]
- OLAT gewann im 2009 den IMS Learning Impact „Leadership Award“ 2009 für die beste Open-Source-Lernplattform.[10]

## Spezifikation
OLAT läuft ohne Änderungen auf Unix, Linux, OpenBSD, FreeBSD, Windows, macOS.
Die Anforderungen für OLAT sind hauptsächlich:
- Java SDK
- Tomcat Servlet Engine
- Datenbank wie MySQL oder PostgreSQL